# Küstenschnecken
Die Küstenschnecken (Ellobiidae) sind eine Familie von Schnecken aus der Ordnung der Lungenschnecken (Pulmonata), die überwiegend Lebensräume zwischen Land und Meer in den Tropen besiedeln. Die meisten Arten leben dort oberhalb der Spritzwasserlinie, in Mangroven und Strandbereichen.

## Merkmale
Die Vertreter dieser Familie besitzen ein spindelförmiges, eiförmig-konisches, meist rechtsgewundenes Gehäuse (Ausnahme Blauneria). Es ist glatt oder besitzt Spirallinien und ein braunes Periostrakum. Die Mündung ist länglich, bauchseitig gerundet, rückenseitig zugespitzt. Der Mundsaum ist z. T. kräftig lippig verstärkt. Auf der Innenlippe sind kräftige Lamellen ausgebildet, die Außenlippe ist dagegen scharfkantig oder leicht umgebogen und oft bezahnt. Die inneren Windungen sind meist resorbiert (Ausnahmen: die Gattungen Pedipes und Creedonia). Der Protoconch ist heterostroph, d. h., er ist zunächst linksgewunden und dreht danach auf rechts.
Die Tiere können sich komplett in das Gehäuse zurückziehen. Der Kopf ist vom Fuß durch eine quer verlaufende Grube getrennt, in die eine Schleimdrüse mündet. Ein Operkulum ist nur im Embryonalstadium angelegt und wird später abgeworfen. Der Mund ist T-förmig.  Es ist nur ein Paar zylinderförmige, rückziehbare Tentakeln vorhanden. Die Augen sind sessil in der Mitte der Tentakelbasen. Der Fuß ist lang, vorne stumpf gerundet, hinten allmählich auslaufende oder zweispitzig. Die Sohle ist oft quer unterteilt. Das Atemloch (Pneumostom) liegt auf der rechten Seite nahe der Analöffnung. Die Radula ist lang und breit mit zahlreichen Zähnen in einer Querreihe. Der Mittelzahn ist symmetrisch, die Lateralzähne unsymmetrisch. Sie werden zum Rand hin kleiner und wandeln sich allmählich oder abrupt in die Randzähne.
Die Tiere sind Zwitter. Die Zwitterdrüse ist azinös und tief eingebettet in die Verdauungsdrüse oder blattförmig und bedeckt z. T. die Leber. Der Zwittergang (Ductus hermaphroditicus) ist stark verschlungen, die Eiweißdrüse (Albumindrüse) ist weißlich. Die hintere Schleimdrüse ist stark verdreht, die vordere Schleimdrüse gerade. Die Prostata bedeckt die Mantelausführgänge (Ausnahme: Unterfamilie Melampinae). Die Befruchtungskammer folgt auf die hintere Schleimdrüse und sitzt am Ende des Eisamenleiters, bevor sich Eileiter und Samenleiter trennen. Die Samenblase sitzt auf einem Stiel, der in die Vagina mündet. Die weibliche Geschlechtsöffnung befindet sich mittig zwischen dem Atemloch und der Mittellinie und vor der Vereinigung des Mantels mit dem Nacken. Die männliche Geschlechtsöffnung sitzt an der rechten Ecke der Kopfgrube und dem rechten Tentakel. Eine Hautfalte, die sog. Spermagrube verläuft von nahe der weiblichen Geschlechtsöffnung zur männlichen Geschlechtsöffnung. Sie ist aber nur bei der Gattung Pythia funktional. Bei allen anderen Gattungen ist der Samenleiter (Vas deferens) in die Nackenhaut eingebettet. Nahe der männlichen Geschlechtsöffnung trennt sich der Samenleiter von der Haut und mündet am hinteren Penisende in den Penis.

## Geographische Verbreitung und Lebensraum
Die Ellobiidae sind weltweit verbreitet, kommen jedoch vorwiegend in den tropischen Gebieten der Erde vor. Sie bewohnen Lebensräume entlang der Meeresküsten, Mangrovensümpfe, die Gezeitenzone oberhalb der Spritzwasserzone, Kies- und Felsstrände unter Steinen und zerfallendem Holz. In nichttropischen Regionen leben sie hauptsächlich in euryhyalinen Habitaten vor, d. h. mit stark schwankenden Salzgehalten, wie Salzwiesen und Felsküsten.

## Taxonomie und Systematik
Das Taxon wurde im Grunde schon von Jean-Baptiste de Lamarck 1809 unter dem Trivialnamen „Les Auriculacées“ aufgestellt. John Gray latinisierte den Namen zu Auriculidae. 1854 schlugen Henry Adams und Arthur Adams den Namen Ellobiidae vor, den Pfeiffer als Synonym publizierte. Bis etwa 1920 war Auriculidae die Bezeichnung für diese Familie. Danach setzte sich im weiteren Verlauf der Bearbeitungsgeschichte der Name Ellobiidae als Bezeichnung für diese Gruppe durch, vor allem dem Umstand geschuldet, dass die namengebende Gattung Auricula Lamarck, 1799 ein jüngeres Synonym von Ellobium Röding, 1798 ist.
Die Familie Ellobiidae Adams & Adams in Pfeiffer, 1854 (1809) wird von Bouchet & Rocroi (2005) in die sechs Unterfamilien gegliedert:
- Familie Ellobiidae Pfeiffer, 1854 (1822)
  - Unterfamilie Ellobiinae Pfeiffer, 1854 (1822)
    - Auriculastra Martens, 1880
    - Auriculinella Tausch, 1886
    - Leucophytia Winckworth, 1949
    - Ellobium Röding, 1798 (mit den Untergattungen Ellobium (Ellobium) und Ellobium (Auriculodes) Strand, 1928)
    - Blauneria Shuttleworth, 1854

  - Unterfamilie Melampodinae Stimpson, 1851 (1850)
    - Melampus Montfort, 1810 (mit den Untergattungen Melampus (Melampus) und Melampus (Detracia) Gray in Turton, 1840)
    - Tralia Gray in Turton, 1840

  - Unterfamilie Pedipedinae P. Fischer & Crosse, 1880
    - Creedonia Martins, 1996
    - Leuconopsis Hutton, 1884
    - Marinula King & Broderip, 1832
    - Microtralia Dall, 1894
    - Pedipes Scopoli, 1777
    - Pseudomelampus Pallary, 1900

  - Unterfamilie Pythiinae Odhner, 1925 (1880)
    - Allochroa Ancey, 1887
    - Cassidula Gray, 1847
    - Laemodonta Philippi, 1846
    - Myosotella Monterosato, 1906
      - Mäuseöhrchen (Myosotella myosotis)

    - Ophicardelus Beck, 1837
    - Ovatella Bivona-Bernardi, 1832
    - Pleuroloba Hyman, Rouse & Ponder, 2005
    - Pythia Röding, 1798 (mit den Untergattungen Pythia (Pythia) und Pythia (Trigonopythia) Pallary, 1900)

  - †Unterfamilie Zaptychiinae Wenz, 1938
    - Zaptychius Walcott, 1883

Die (sechste) Unterfamilie der Zwerghornschnecken (Carychiinae Jeffreys, 1830) bei Bouchet & Rocroi (2005) wird heute meist als eigene Familie aufgefasst.

## Belege